# Río Captrén
El río Captren  es un curso natural de agua que nace en la confluencia de los ríos Negro y Colorado y tras corto trayecto desemboca en el río Cautín de la cuenca del río Imperial.

## Trayecto
El mapa de Risopatrón publicado en  1910 muestra al río Colorado que nace en la laguna Conillio, pero desemboca en un "río Negro", un río Captrén no aparece. El mapa c:File:36.50-temuco-los-angeles-angol--MP0001337.pdf del Instituto Geográfico Militar de Chile muestra una laguna y un estero Catrén, pero no un río Colorado.

## Historia
Luis Risopatrón lo describe en su Diccionario Jeográfico de Chile en 1924 sobre el río:: 239 
Captren (Rio) 38° 35' 71° 47'. Desagua la pequeña laguna del mismo nombre, corre hácia el NW, recibe el rio Colorado i se vacia en la márjen S del curso superior del rio Cautin, a corta distancia al W de la desembocadura del rio Blanco. 63, p. 439; i 166.

## Población, economía y ecología
En su recorrido se encuentra el salto del mismo nombre